# Isoperla major
Isoperla major är en bäcksländeart som beskrevs av Nelson, C.H. och Boris C. Kondratieff 1983. Isoperla major ingår i släktet Isoperla och familjen rovbäcksländor. Inga underarter finns listade i Catalogue of Life.